# Auriculina
Auriculina es un género de foraminífero bentónico considerado homónimo posterior de Auriculina Grateloup, 1838, y sinónimo posterior de Discorbina de la familia Discorbidae, de la superfamilia Discorboidea, del suborden Rotaliina y del orden Rotaliida. Su especie tipo era Auriculina crenata. Su rango cronoestratigráfico abarcaba el Holoceno.

## Discusión
Auriculina ha sido considerado también un sinónimo posterior de Pulvinulina de la Familia Eponidae.

## Clasificación
Auriculina incluía a la siguiente especie:
- Auriculina crenata